# Hanchya, Hunsur
Hanchya là một làng thuộc tehsil Hunsur, huyện Mysore, bang Karnataka, Ấn Độ.